# Omar Hawsawi
Pour les articles homonymes, voir Hawsawi.
Omar Ibrahim Omar Othman Hawsawi, né le 27 septembre 1985, est un footballeur international saoudien, évoluant au poste de défenseur.

## Carrière
Hawsawi commence sa carrière au niveau professionnel avec le club d'Al-Shoalah, intégrant la seconde division saoudienne en 2009. Hawsawi signe ensuite en 2011 avec l'équipe d'Al Nasr Riyad. Après trois saisons au club, il est appelé pour la première fois en équipe d'Arabie saoudite, en 2013.

## Palmarès
- Championnat d'Arabie Saoudite en 2014 et 2015